# Гуманная Колумбия
Гуманная Колумбия (исп. Colombia Humana), ранее известная как Прогрессивное движение (исп. Movimiento Progresistas) — колумбийская левая партия на основе одноимённого политического движения, основанного в 2011 году и возглавляемого действующим президентом Густаво Петро.
Провозглашает такие идеи, как защита прав человека, социальная справедливость, забота об окружающей среде, равные права между мужчинами и женщинами, индустриализация и аграрная модернизация с отходом от экстрактивистской и неолиберальной экономической модели. Молодёжное крыло партии известно как «Гуманная молодежь» (Juventud Humana).

## История
Движение зародилось на местных выборах в Боготе в 2011 году, на которых группа граждан во главе с Густаво Петро собрала около 300 тысяч подписей для регистрации кандидатур в местный административный совет, 60 тысяч для списка в городской совет во главе с Карлосом Висенте де Ру и 120 тысяч — за регистрацию кандидатуры Петро на пост мэра Боготы. При поддержке движения он был избран градоначальником колумбийской столицы, а от его движения было избрано 8 депутатов горсовета Боготы.

Некоторые из основателей движения, включая самого Петро, были выходцами из партии «Альтернативный демократический полюс», которую покинули после заседания Национального исполнительного комитета 2 августа 2010 года: Петро рассчитывал возглавить партию благодаря 1,3 миллионам голосов, полученных им на президентских выборах 2010 года; однако по решению большинства правления руководительницей партии была утверждена Клара Лопес, снискавшая поддержку более 25 членов НИК против 7 у Петро.

Логотип Прогрессивного движения

На парламентских выборах 2014 года Прогрессивное движение заключило программное соглашение с Партией зеленых в коалиции, которая была переименована в Альянс зелёных.
Покинув пост мэра, Петро решил баллотироваться на пост президента республики на выборах 2018 года. В рамках комитета, который использует аналогичные с движением и его лозунгом на посту мэра (Bogotá Humana) название, символику и цвета, он приступил к сбору подписей для регистрации своей кандидатуры. К 11 декабря 2017 года, последнему дню регистрации подписей в поддержку кандидатов, Петро собрал 850 тысяч подписей. 13 декабря года лидеры движения (Густаво Петро, Аида Авелла и Хесус Чавес) объявили о создании коалиции «Список приличия», куда также вошли партии Патриотического союза, Движения коренных народов и социальной альтернативы и Независимого социального альянса. Однако остальные идеологически близкие кандидаты (Клаудия Лопес, Серхио Фахардо, Умберто де Ла Калье) отказались объединяться с Петро, чтобы выставить единую левоцентристскую кандидатуру на президентских выборах.
В августе 2018 года Национальный избирательный совет (CNE) отказал движению «Гуманная Колумбия» в статусе легальной партии. Это решение основано на том факте, что необходимый процент голосов получила именно коалиция, а не только «Гуманная Колумбия». Лишь 16 сентября 2021 года, Пленарная палата Конституционного суда Колумбии распорядилась — восемью голосами за и одним против — предоставить «Гуманной Колумбии» юридический статус партии.
Партия регулярно получает угрозы со стороны парамилитарных организаций, в частности, «Агилас Неграс». Известным деятелям партии, таким как Густаво Петро, Густаво Боливар и Оллман Моррис, часто угрожают смертью. В 2020 году почти дюжина активистов «Гуманной Колумбии» были убиты по политическим мотивам.
В июне 2022 года Густаво Петро был избран президентом, что сделало его первым левым главой государства в Колумбии. Во втором туре выборов он получил более 11 миллионов (50,47 %) голосов.
В 2021 году вместе с другими левыми политическими партиями (Альтернативный демократический полюс, Патриотический союз, Колумбийская коммунистическая партия, «Демократическое единство», Движение коренных народов и социальной альтернативы, Движение в защиту прав народа и другие) «Гуманная Колумбия» сформировала широкую коалицию «Исторический пакт для Колумбии» для участия в парламентских и президентских выборах 2022 года. Густаво Петро был предварительным кандидатом от партии и ряда её союзниц и победил на праймериз коалиции с 80,5 %; его ведущая конкурентка Франсия Маркес стала кандидатом в вице-президенты. У «Гуманной Колумбии» по итогам выборов 15 из 28 депутатов от «Исторического пакта» в Палате представителей.